# Anthrax nigrita
Anthrax nigrita är en tvåvingeart som först beskrevs av Christian Rudolph Wilhelm Wiedemann 1828.  Anthrax nigrita ingår i släktet Anthrax och familjen svävflugor. Inga underarter finns listade i Catalogue of Life.